# Guitar Pro
A Guitar Pro egy tabulatúrákat kezelő számítógépes program, amely beépített MIDI-szerkesztővel, lejátszóval, metronómmal és egyéb zenészeknek szánt eszközökkel rendelkezik. Microsoft Windows, Mac OS X és Ubuntu operációs rendszereken fut. A programot a francia Arobas Music fejleszti.

## Története
A szoftverből eddig négy népszerű kiadás jelent meg a 3-astól a 6-os verziószámig.
A Guitar Pro-t eredetileg tabulatúraszerkesztő programnak tervezték, de az idők folyamán komplett zeneszerző program lett.
A 4-es verzióig a szoftver csak Microsoft Windows operációs rendszereken működött. A Guitar Pro 5-öt, amely 2005 novemberében jelent meg, átírták a Mac OS X-re is, és egy év után, 2006 júniusában megjelent az azzal a rendszerrel kompatibilis változat.
A Guitar Pro 6, a program teljesen újratervezett verziója 2010 április 5-én jelent meg. Ez a verzió a Linux operációkon is működik, az Ubuntu 9.10-es verzióját hivatalosan is támogatja.

## Funkciók
A szoftver több hangszert tud kezelni külön hangsávokon, amelyek kottán és tabulatúrán is megjelennek a képernyőn. A tabulatúrákat meg is lehet hallgatni, így együtt lehet játszani a dalokat a számítógéppel. A hangsávokat el lehet némítani, vagy be lehet állítani, hogy csak egy bizonyos sáv szóljon. A hangsávok hangerejét és egyéb tulajdonságait is lehet állítani. A 4-es és annál újabb verziójú kiadásokban egy billentyűzet segítségével a zongoristák bevihetik a zenéjüket a számítógépbe. A program képes MIDI fájlok és plain text formátumban írt tabulatúrák importálására is.
A Guitar Pro MIDI formátumban játssza le a tabulatúrákat. Az 5-ös verzióban emellett a "Realistic Sound Engine" segítségével jó minőségű, előre felvett hangmintákat is lehet használni, amellyel életszerűbb hangzást lehet elérni.
A Guitar Pro-val szerkesztett fájlokat GP6, GP5, GP4 és GP3 formátumban lehet elmenteni, a verziószámtól függően. Számos weboldalon lehet ilyen fájlokat letölteni ingyen, amelyek underground és népszerű előadók számait is felölelik. Néhány oldalt azonban be kellett zárni szerzői jogi problémák miatt. A Guitar Pro újabb változatai megnyitják a régebbiekkel készített fájlokat, a régi verziók azonban nem kompatibilisek az új fájlokkal.

## Fordítás
- Ez a szócikk részben vagy egészben  a   Guitar Pro című angol Wikipédia-szócikk fordításán alapul.  Az eredeti cikk szerkesztőit annak laptörténete sorolja fel. Ez a jelzés csupán a megfogalmazás eredetét és a szerzői jogokat jelzi, nem szolgál a cikkben szereplő információk forrásmegjelöléseként.